# Gelson Martins
Gelson Dany Batalha Martins vagy egyszerűen Gelson Martins (Praia, 1995. május 11. –) zöld-foki születésű portugál válogatott labdarúgó, jelenleg az Olimbiakósz játékosa.

## Pályafutása
A portugál korosztályos labdarúgó-válogatott tagjaként részt vett a 2014-es U19-es labdarúgó-Európa-bajnokságon és a 2015-ös U20-as labdarúgó-világbajnokságon. Bekerült a 2017-es konföderációs kupán részt vevő portugál keretbe.
2020 februárjában a Nîmes elleni mérkőzésen, a csapattársának adott kiállítás után meglökte a játékvezetőt. Ezért a fegyelmi bizottság hat hónapra eltiltotta.

## Statisztikái

### Klubokban
Martinst 2018 nyarán leigazolta az Atlético Madrid, amely azonban a szezon közben kölcsönadta őt fél évre az AS Monacónak.
2018. április 15-én lett frissítve.
| Klub       | Szezon    | Liga          | Liga            | Liga  | Kupa            | Kupa  | Ligakupa        | Ligakupa | Európai         | Európai | Összesen        | Összesen |
| Klub       | Szezon    | Bajnokság     | Pályára lépések | Gólok | Pályára lépések | Gólok | Pályára lépések | Gólok    | Pályára lépések | Gólok   | Pályára lépések | Gólok    |
| ---------- | --------- | ------------- | --------------- | ----- | --------------- | ----- | --------------- | -------- | --------------- | ------- | --------------- | -------- |
| Sporting B | 2014–15   | Segunda Liga  | 40              | 6     | —               | —     | —               | —        | —               | —       | 40              | 6        |
| Sporting B | összesen  | összesen      | 40              | 6     | 0               | 0     | 0               | 0        | 0               | 0       | 40              | 6        |
| Sporting   | 2014–2015 | Primeira Liga | 0               | 0     | 0               | 0     | 2               | 0        | 0               | 0       | 2               | 0        |
| Sporting   | 2015–16   | Primeira Liga | 29              | 4     | 4               | 1     | 2               | 1        | 7               | 1       | 42              | 7        |
| Sporting   | 2016–17   | Primeira Liga | 32              | 6     | 4               | 0     | 2               | 1        | 6               | 0       | 44              | 7        |
| Sporting   | 2017–2018 | Primeira Liga | 27              | 8     | 3               | 1     | 3               | 1        | 13              | 3       | 46              | 13       |
| Sporting   | Összesen  | Összesen      | 87              | 17    | 10              | 1     | 7               | 2        | 18              | 4       | 118             | 24       |

### A válogatottban
| Válogatott | Szezon   | Mérkőzés | Gól |
| ---------- | -------- | -------- | --- |
| Portugália | 2016     | 3        | 0   |
| Portugália | 2017     | 12       | 0   |
| Összesen   | Összesen | 15       | 0   |

## Sikerei, díjai
- Sporting CP
  - Portugál ligakupa: 2017–18
  - Portugál szuperkupa: 2015

- Atlético Madrid
  - UEFA-szuperkupa: 2018

- Olimbiakósz
  - UEFA Konferencia Liga: 2023–24

## Külső hivatkozások
- Gelson Martins adatlapja a Transfermarkt oldalon (angolul)
- Gelson Martins adatlapja a Soccerway oldalon (angolul)
- Gelson Martins adatlapja a National-Football-Teams.com oldalon (angolul)

- Gelson Martins – a FIFA adatbázisában